# برندان بین
برندان بین (ایرلندی: Breandán Ó Beacháin; ۹ فوریهٔ ۱۹۲۳ – ۲۰ مارس ۱۹۶۴) نویسنده، نمایش‌نامه‌نویس و شاعر اهل جمهوری ایرلند بود. وی به عنوان یکی از بزرگترین نویسندگان ایرلندی در تمام دوران شناخته میشود.